# Szalén
A szalén a koordinációs kémiában és a homogén katalízis területén használt kelátképző ligandum, nevét a szalicilaldehid és etiléndiamin rövidítéséből kapta.

## Előállítása
A szalénH2 kereskedelmi forgalomban kapható. Elsőként Pfeiffer állította elő. Gyakran in situ állítják elő a fémsó hozzáadását követően, de etiléndiamin és szalicilaldehid kondenzációs reakciójával maga a ligandum is könnyen előállítható.

## Fordítás
Ez a szócikk részben vagy egészben  a   Salen ligand című angol Wikipédia-szócikk ezen változatának fordításán alapul.  Az eredeti cikk szerkesztőit annak laptörténete sorolja fel. Ez a jelzés csupán a megfogalmazás eredetét és a szerzői jogokat jelzi, nem szolgál a cikkben szereplő információk forrásmegjelöléseként.